# Sza’ul Amor

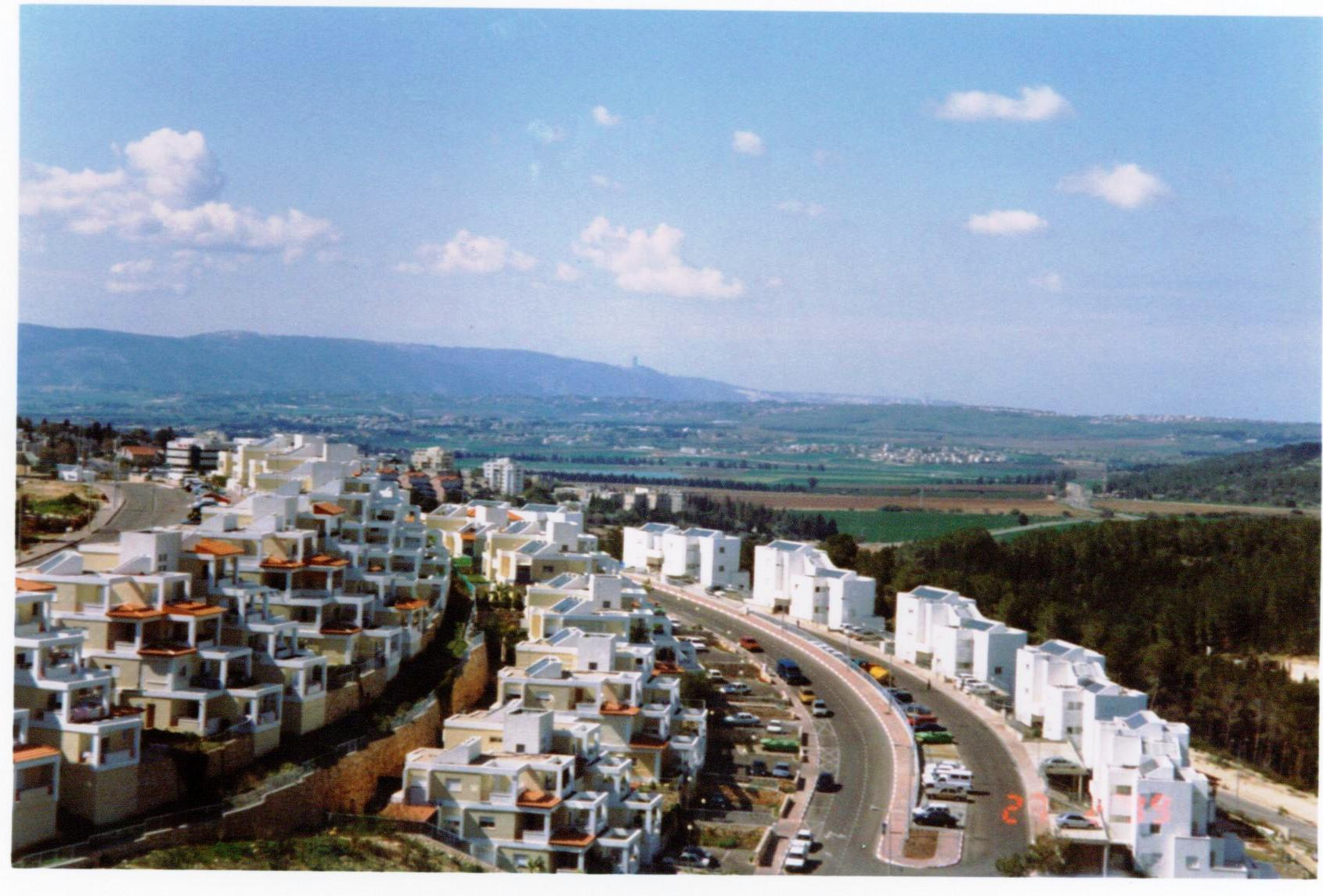
Migdal ha-Emek (1997)

Sza’ul Amor (hebr.: שאול עמור, ang.: Shaul Amor, ur. 21 grudnia 1940 w Boujad, zm. 2 października 2004) – izraelski pracownik socjalny, samorządowiec i polityk, w 1999 minister bez teki, w 1998 kandydat Likudu na prezydenta, w latach 1988–1999 poseł do Knesetu, do 1998 wieloletni burmistrz Migdal ha-Emek.

## Życiorys
Urodził się 21 grudnia 1940 w Boujad, w regionie Bani Mallal-Chunajfira, w ówczesnym francuskim protektoracie Maroka. W 1956 wyemigrował do Izraela.
Służbę wojskową zakończył w stopniu kaprala. Ukończył studia w Instytucie Pracy Socjalnej w Hajfie. Był pracownikiem socjalnym.
Był długoletnim burmistrzem miasta Migdal ha-Emek. Funkcję tę sprawował do listopada 1998.
W polityce karierę związał z prawicowym Likudem. Z listy tego ugrupowania po raz pierwszy został wybrany posłem w wyborach w 1988. W dwunastym Knesecie zasiadał w komisjach finansów; pracy i opieki społecznej oraz edukacji i kultury. W 1992 uzyskał reelekcję, a w Knesecie XIII kadencji przewodniczył podkomisji ds. bezpieczeństwa pracy oraz dwóm lobby i był członkiem komisji: finansów oraz pracy i opieki społecznej. W wyborach w 1996 ponownie zdobył mandat poselski z koalicyjnej listy Likud-Geszer-Comet. W czternastym Knesecie przewodniczył lobby społeczno-środowiskowemu i zasiadał w komisjach finansów; pracy i opieki społecznej oraz kontroli państwa.
Został kandydatem Likudu w wyborach na prezydenta przeprowadzonych 4 marca 1998. Przegrał starcie z – ubiegającym się o reelekcję – Ezerem Weizmanem z Partii Pracy. Otrzymał 49 głosów wobec 63, które otrzymał jego oponent. Siedmiu posłów nie wsparło żadnego kandydata, a jeden nie wziął udziału w głosowaniu. 20 stycznia 1999 dołączył do rządu Binjamina Netanjahu jako minister bez teki. Funkcję pełnił przez pół roku do końca kadencji (6 lipca). W przeprowadzonych w maju wyborach utracił miejsce w parlamencie.
Był autorem artykułów prasowych o tematyce społecznej. Poza hebrajskim posługiwał się arabskim i francuskim.
Zmarł 2 października 2004.

## Życie prywatne
Był żonaty i miał troje dzieci.

## Upamiętnienie
W Migdal ha-Emek znajduje się aleja jego imienia.